# Хайневський Гнат Павлович
Гнат Павлович Хайневський (8 вересня 1895 — †?) — підполковник Армії УНР.

## Біографія
Народився у м. Чернігів. Останнє звання у російській армії — поручик.
На службі в Дієвій армії УНР з 1919 р. Учасник Першого Зимового походу. Лицар  Залізного Хреста.
У 1920–1922 рр. — старшина 4-ї Сірої бригади та 2-го збірного куреня 2-ї Волинської дивізії Армії УНР.
Подальша доля невідома.